# Last Leaf on the Tree
Last Leaf on the Tree — 76-й студийный альбом американского кантри-музыканта Вилли Нельсона (в момент выхода ему исполнился 91 год), изданный 1 ноября 2024 года на студии Legacy Recordings. Продюсер и куратор альбома Мика Нельсон включил в него песни таких авторов, как Бек, Том Уэйтс, Нил Янг и Нина Симон, новую версию песни Нельсона 1962 года «The Ghost» и оригинальную песню («The Color of Sound»), написанную Вилли и Микой Нельсонами. Мика Нельсон определил сквозную линию альбома как «встретить смерть с изяществом».
Лид-сингл и заглавный трек альбома, кавер-версия песни Тома Уэйтса «Last Leaf» с альбома 2011 года Bad as Me, был выпущен 15 августа 2024 года. Второй сингл альбома, кавер-версия песни The Flaming Lips «Do You Realize??» с их альбома 2002 года Yoshimi Battles the Pink Robots, был выпущен 19 сентября 2024 года. Третий сингл, кавер-версия песни Бека «Lost Cause» с его альбома 2002 года Sea Change, был выпущен 25 октября 2024 года.

## История
Менеджер Нельсона Марк Ротбаум впервые предложил Мике Нельсону спродюсировать альбом для его отца. Мика Нельсон взял минималистичное производство 44-го студийного альбома Вилли Нельсона Spirit (1996) в качестве отправной точки для звучания альбома, который изначально задумывался как альбом-трибьют Тому Уэйтсу, а затем расширился в масштабах. Texas Monthly описал альбом как «наиболее близкий к настоящей записи гитары Trigger с 2013 года, когда вышел Let’s Face the Music and Dance»; Мика Нельсон стремился к тому, чтобы культовая гитара «стала главным героем». Last Leaf on the Tree заканчивается скрытым треком «Looking for Trouble», который Мика Нельсон описал как «очень несерьёзный момент».

## Отзывы
| Совокупная оценка | Совокупная оценка |
| Источник          | Оценка            |
| ----------------- | ----------------- |
| Metacritic        | 84/100            |
| Оценки критиков   |                   |
| Источник          | Оценка            |
| AllMusic          | [ 7 ]             |
| The Arts Desk     | [ 8 ]             |
| FT                | [ 9 ]             |
| i                 | [ 10 ]            |

Last Leaf on the Tree получил положительные отзывы от музыкальных критиков. На сайте Metacritic, который присваивает нормализованный рейтинг из 100 баллов рецензиям основных критиков, альбом получил 84 балла из 100 на основе четырёх рецензий, что свидетельствует о «всеобщем одобрении».
Тим Камминг из The Arts Desk счёл Last Leaf on the Tree «более высокого уровня», чем «превосходный» предыдущий альбом Нельсона The Border, похвалив голос и гитарную работу Нельсона, продюсирование и выбор материала. No Depression заключил, что «на Last Leaf on the Tree Вилли Нельсон по-прежнему делает то, что у него всегда получалось лучше всего: интерпретирует песни других и пишет свои собственные запоминающиеся мелодии».

## Список композиций
| №                   | Название                            | Автор(ы)                                              | Длительность |
| ------------------- | ----------------------------------- | ----------------------------------------------------- | ------------ |
| 1.                  | «Last Leaf»                         | Kathleen Brennan Том Уэйтс                            | 3:14         |
| 2.                  | «If It Wasn't Broken»               | Sydney Lyndella Ward                                  | 3:23         |
| 3.                  | «Lost Cause»                        | Бек Дэвид Хэнсен                                      | 3:32         |
| 4.                  | «Come Ye»                           | Нина Симон                                            | 3:34         |
| 5.                  | «Keep Me in Your Heart»             | Jorge Calderón Уоррен Зивон                           | 3:35         |
| 6.                  | «Robbed Blind»                      | Кит Ричардс                                           | 4:03         |
| 7.                  | «House Where Nobody Lives»          | Waits                                                 | 4:10         |
| 8.                  | «Are You Ready for the Country?»    | Нил Янг                                               | 3:46         |
| 9.                  | «Do You Realize??»                  | Wayne Coyne Steven Drozd Michael Ivins David Fridmann | 3:11         |
| 10.                 | «Wheels»                            | Micah Nelson                                          | 3:25         |
| 11.                 | «Broken Arrow» ()                   | Young                                                 | 6:40         |
| 12.                 | «Color of Sound»                    | Вилли Нельсон M. Nelson                               | 3:39         |
| 13.                 | «The Ghost» (включает скрытый трек) | W. Nelson                                             | 5:11         |
| Общая длительность: | Общая длительность:                 | Общая длительность:                                   | 51:23        |

Замечания
1. ↑  Включает сниппет «Mr. Soul»
2. ↑  «The Ghost» заканчивается в 3:30, затем следует скрытый трек «Looking for Trouble», который начинается с 3:45.

## Чарты
| Чарт (2024)                              | Высшая позиция |
| ---------------------------------------- | -------------- |
| Австрия (Ö3 Austria)                     | 63             |
| Шотландия (Scottish Albums Chart)        | 14             |
| Швейцария (Schweizer Hitparade)          | 37             |
| Великобритания (UK Digital Albums Chart) | 39             |
| 5                                        |                |
| Великобритания (UK Country Albums Chart) | 1              |